# Coronación de Jorge VI del Reino Unido e Isabel Bowes-Lyon
La coronación del rey Jorge VI y la reina Isabel Bowes-Lyon como monarcas del Reino Unido, de los dominios de la Mancomunidad Británica y como Emperadores de la India tuvo lugar en Abadía de Westminster en Londres, el 12 de mayo de 1937. Jorge VI ascendió al trono luego de la abdicación de su hermano Eduardo VIII, el 11 de diciembre de 1936, tres días antes de su 41° cumpleaños. La coronación de Eduardo había sido planeada para el 12 de mayo de 1937 y se decidió continuar manteniendo la fecha original.
A pesar de que se realizaron una serie de innovaciones, como por ejemplo en los himnos y música y la incorporación de la Mancomunidad de Naciones, la coronación siguió siendo de un carácter muy conservador, y siguiendo los lineamientos de la previa ceremonia realizada para Jorge V en 1911. Junto con la unción del rey, simbolizando su carácter espiritual, su coronación y entronización, representando la asunción de poderes y responsabilidades temporales, y el homenaje de los pares del reino; la ceremonia fue seguida por una de carácter más corto y simple para la nueva reina. A su vez, se completó el trayecto más largo de procesión posterior a una coronación, completando 10 km. (6 millas) entre el Palacio de Buckingham y la abadía, donde una gran multitud se reunión para ver a los nuevos monarcas, custodiados por 32.000 soldados y 20.000 policías. Para conmemorarla, se emitieron medallas oficiales, monedas y estampillas, además de desfiles militares por todo el Imperio y numerosas celebraciones no oficiales, incluyéndose fiestas callejeras y la venta de souvenirs.
El evento fue diseñado, no solo para una unción sagrada y coronación formal, sino también como un espectáculo público y exhibición pública del Imperio británico. La ocasión incluyó un programa que se extendió por todo el mes de mayo, además de recepciones oficiales e invitaciones en el Palacio de Buckingham, entre los que se contó con la presencia de príncipes indios y la realeza africana. Para el evento en sí, se contó con la presencia de los primeros ministros de cada dominio de la Mancomunidad y representantes de casi todos los países; y la participación de todas las colonia en la procesión de retorno a través de las calles londinesas. Por primera vez, los medios de comunicación jugaron un papel importante en la transmisión de la celebración, marcando este evento un hito importante en la historia de la televisión, al ser la primera emisión al exterior realizada a gran escala. A su vez, fue la primera coronación en ser filmada, así como la primera en ser transmitida por radio.

## Antecedentes

### Ascenso al trono
En enero de 1936, el rey Jorge V falleció y su hijo mayor, Eduardo VIII, le sucedió como rey-emperador del Imperio británico. Se encontraba soltero por aquel entonces, pero buscaba casarse con Wallis Simpson, una socialité estadounidense que se encontraba tramitando su segundo divorcio. A pesar de que la relación no había trascendido a la opinión pública inglesa, si lo había hecho en Estados Unidos, y la controversia estaba fijada en el hecho que la Iglesia de Inglaterra no permitía el casamiento luego del divorcio,  lo que ponía en difícil situación al nuevo rey, que también era el jefe nominal de los anglicanos.
Para octubre de ese año, Simpson estaba nuevamente divorciada, y Eduardo informó al Primer Ministro Stanley Baldwin que tenía la intención de casarse con ella. Tanto Baldwin como varios algunos de sus cortesanos le advirtieron al rey que la opinión popular en las colonias era hostil a su propuesta de matrimonio, a lo que también se añadieron posteriormente la Iglesia de Inglaterra y varias facciones del Parlamento. El sentimiento generalizado de rechazo hacia Simpson y la negativa de Eduardo a dejarla, lo llevaron a abdicar en diciembre de 1936. Fue sucedido por su hermano Alberto, duque de York como Jorge VI, quien eligió este nombre en honor a su fallecido padre. Se encontraba casado desde 1923 con Lady Isabel Bowes-Lyon, hija de los condes de Strathmore y Kinghorne Claude Bowes-Lyon y Cecilia Cavendish-Bentinck.

### Ceremonia de coronación
Aunque el reinado de los monarcas británicos comienza en el momento de la muerte o abdicación del anterior, la ceremonia de coronación marca su investidura formal. Para la de 1937, esta fue organizada por un Comité de Coronación, establecido por el Consejo Privado del Reino Unido y compartido por el Lord presidente del Consejo; su cuerpo central, el Comité ejecutivo, era liderado por el Bernard Fitzalan-Howard, duque de Norfolk, que hacía las veces de Conde mariscal, y que tenía la responsabilidad de la organización y coordinación de toda la ceremonia.

## Preparación

### Planificación
El Comité de Coronación no se reunió hasta el 24 de junio de 1936: Ramsay MacDonald, Lord presidente del Consejo, se reunió con el duque de Norfolk para discutir el proceso a seguir. Mientras Eduardo VIII se encontraba de viaje en el Nahlin junto a Wallis Simpson, su hermano Alberto ocupó su lugar en los comités. Aunque el rey inicialmente se mostró reacio a la realización de la ceremonia, incluso preguntando al Arzobispo de Canterbury si podía hacer dispensa de esta, accedió posteriormente a una ceremonia más corta, que omitiera la procesión por Londres, el servicio de acción de gracias en la Catedral de San Pablo y la cena con dignatarios de la ciudad.

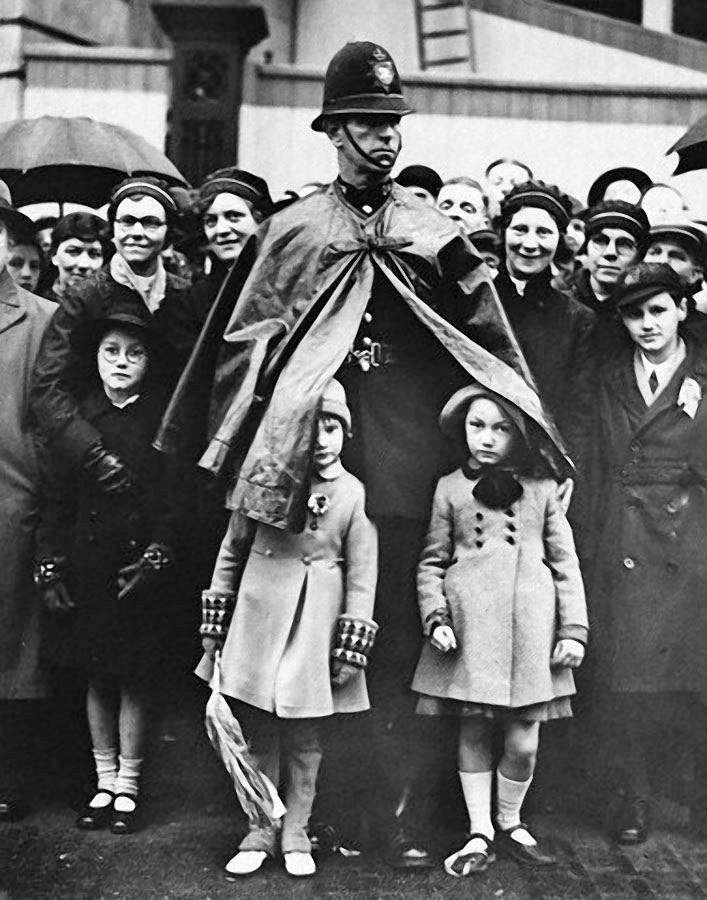
Un policía protege de la lluvia a dos niñas durante uno de los ensayos preparatorios para la procesión real en Parliament Square.
Fotografía, 10 de mayo de 1937.

Sin embargo, tras la abdicación de Eduardo, los preparativos se mantuvieron y siguieron para Jorge VI donde habían sido dejados. Según Sir Roy Strong, la primera reunión realizada luego de la abdicación no hice mención alguna al cambio de soberano y siguió manteniéndose de igual forma para el nuevo rey. Sin embargo, las omisiones pedidas por Eduardo fueron restaurados, con la reina madre María tomando especial interés en el diseño de mobiliario e insistiendo en una apariencia fuertemente tradicional, la que guardó fuerte relación con la ceremonia de coronación de Jorge V en 1911.

### Arzobispo de Canterbury
Aunque el Comité Ejecutivo fue liderado por el Conde mariscal, el Arzobispo de Canterbury, Cosmo Lang, fue una fuerte influencia detrás de los preparativos de la ceremonia, y muchas de las decisiones del servicio religioso fueron revisadas por él o en su presencia, al ser un miembro ex officio de ambos comités. En medio de los preparativos para la ceremonia, Lang habló a través de la BBC, donde calificó a la coronación como una oportunidad para la renovación espiritual de la nación; a lo que se añadió el 27 de diciembre una campaña de evangelización llamada Recall to Religion a través de BBC Radio.
A su vez, expresamente se comunicó con Jorge e Isabel para que comprendieran el significado religioso de la ceremonia, y mantuvo dos reuniones con la pareja con este fin. La tarde previa a la coronación se volvió a reunir con ellos, recreando la ceremonia y explicando las principales actos de esta. Era consciente de la tartamudez del rey y discutió el asunto con Lord Bertrand Dawson y Lord Clive Wigram. Por entonces, Lionel Logue era el logopeda del rey y el arzobispo discutió su reemplazo, pero prefirió vigilar el progreso del rey y Logue se mantuvo como su terapeuta. De tal forma, el rey pudo realizar su discurso sin problemas.

### Construcciones
La coronación costó un total de £ 454.000, tres veces lo que se invirtió en la previa ceremonia de 1911. El gasto incluía la construcción de un anexo que sería construido como una adición temporal en la entrada de la abadía, de diseño art déco según el diseño modernista pedido por Eduardo VIII, y en el que se combinaban las bestias heráldicas y alfombrado perteneciente al duque de Buccleuch. Para cada coronación debían ser construidas graderías para acomodar al gran número de invitados, utilizándose por primera vez estructuras de metal para sostener los asientos, con tubos de acero. 400 toneladas fueron usadas junto con 2.000 m³ de madera, además de 400 hombres en la construcción.

### Regalia
Siguiendo con una tradición que se remonta al reinado de Carlos II de Inglaterra, las insignias reales fueron llevadas al deán de Westminster la noche previa a la coronación, y el personal comenzó a trabajar para acomodarlas a las 4 de la mañana. La Corona imperial del Estado fue rehecha para la ocasión por la firma de joyeros Garrard & Co.;  mientras que la corona de la reina Isabel era nueva y hecha de platino, y estaba decorada con el diamante Koh-i-Noor de la corona de la reina María. La reina Isabel llevaba un vestido hecho de raso de seda con bordado de hilo de oro puro en un patrón de rosa y cardo. Además, presentaba diseños patrióticos del Imperio británico, y un manto de terciopelo forrado de armiño con estampado floral en un contorno dorado.

### Consideraciones para con el Imperio
Aunque las comunidades autónomas del Imperio británico fueron consideras durante la procesión de la ceremonia de 1911, el Estatuto de Westminster de 1931 estableció igualdad legislativa entre los dominios de la Mancomunidad y el Reino Unido, por lo que la nueva ceremonia debía reflejar este cambio político. Aunque el rito anglicano excluía otros credos y denominaciones religiosas, para 1937 se habían derogado varias legislaciones que impedían acceder a puestos públicos a personas de otras religiones. El Comité de Coronación decidió que el rey jurara mantener la religión protestante reformada como estaba establecido por ley en el Reino Unido.  Durante el reinado de Eduardo, un comité estableció en compañía del duque de York que se investigara la forma en que los representantes de las colonias podían ser incluidos dentro de la ceremonia, pero fracasaron en implementar cualquier cambio, excepto en el juramento de coronación. Esta fue la primera vez que se modificaba este desde la coronación de Guillermo III y María II en 1689.
Aunque 1937 vio un incremento en las participaciones de contingentes coloniales en la procesión y un almuerzo oficial en el Palacio de Westminster fue ofrecido para los representantes parlamentarios de los Estados del Imperio, el servicio prácticamente no fue alterado en reflejar el nuevo estatus de los dominios ingleses.

## Evento

### Procesión
Tradicionalmente, previo a la ceremonia de coronación, se realizaba una larga procesión a la abadía, que partía desde el Palacio de Buckingham y se dirigía hacia The Mall, a través del Arco del Almirantazgo y siguiendo por Whitehall, antes de llegar a la Abadía de Westminster, que abrió sus puertas a las 8:30 de la mañana.
La procesión iniciaba con miembros menores y parientes de la Familia Real y representantes de la realeza extranjera y jefes de Estado, quien salieron de Buckingham entre las 8:40 y las 8:45 de la mañana y llegaron a la abadía diez minutos más tarde. Los primeros ministros, tanto del Reino Unido como de la Mancomunidad les siguieron media hora más tarde, saliendo a las 9:15 h, seguidos a las 9:49 h por los miembros de la Familia Real, junto con el carruaje de la reina María, que salió de Marlborough House poco después  de las 10:13 h. El rey y la reina viajaron en el carruaje Gold State desde Buckingham  a las 10:43 h, y demoró más, ya que incluía numerosos contingentes y delegados militares de Gran Bretaña y la Mancomunidad, así como miembros de las Fuerzas Armadas británicas y la Oficina de Guerra.

### Llegada a la abadía
La ceremonia contó con la presencia de las princesas Isabel y Margarita, hijas de la pareja real, así como con la reina madre María, convirtiéndola en la primera coronación británica a la que asistió una reina ya coronada. Miembros de la familia real asistieron y todos los pares del reino y miembros del Parlamento fueron invitados. A su vez, se añadían los principales administradores coloniales, embajadores, príncipes indios y primeros ministros de toda la Mancomunidad; y, por primera vez, se incluyeron representantes de la clase obrera, sindicatos y sociedades cooperativas, además de nativos africanos.
Los primeros en llegar fueron los miembros menores de la realeza y los representantes extranjeros, y fueron guiados por el Persevante del Manto Azul (Richard Graham-Vivian) y el Persevante del Rastrillo (Anthony Wagner) junto con dos caballeros ujieres (el Capitán Humphrey Lloyd y el Coronel Edmund Vivian Gabriel), y fueron conducidos a sus asientos en la galería real. Los representantes extranjeros llegaron a las 9:00 y fueron recibidos por altos miembros de la Casa Real y el Cuerpo diplomático, dirigidos por Persevante de la Cruz Roja (P.W. Kerr) y el Persevante del Dragón Rojo (Eric Neville Geijer), y fueron escoltados a sus asientos en el coro.
Mientras se cantaba la letanía, el deán y los prebendarios de Westminster se dirigieron al Altar Mayor a las 09:55, llevando consigo las joyas de la corona y las insignias, que luego depositaron en el vestíbulo. El contralor de la Oficina del Lord Chambelán le entregó las insignias al lord alto condestable, quien a su vez se las entregó al lord gran chambelán. Estas fueron entregadas de la siguiente forma a cada par:
| \| Regalia \| Portador \| Ref. \| \| Regalia del Rey \| Regalia del Rey \| Regalia del Rey \| \| -------------------------------- \| ----------------------------- \| --------------- \| \| Bastón de San Eduardo \| El Vizconde Halifax \| [26] \| \| Cetro de la Cruz \| El Duque de Somerset \| [26] \| \| Espuelas doradas \| Lord Hastings y Lord Churston \| [26] \| \| Espada de la Justicia Temporal \| El Vizconde Trenchard \| [26] \| \| Espada de la Justicia Espiritual \| Lord Milne \| [26] \| \| Espada de la Misericordia \| El Earl de Cork y Orrery \| [26] \| \| Espada del Estado \| El Marqués de Zetland \| [26] \| \| Cetro de la Paloma \| El Duque de Richmond y Gordon \| [26] \| \| Orbe del Soberano \| El Duque de Sutherland \| [26] \| \| Corona de San Eduardo \| El Marqués de Salisbury \| [26] \| \| Patena \| El Obispo de Norwich \| [26] \| \| Cáliz \| El Obispo de Winchester \| [26] \| \| Biblia \| El Obispo de Norwich \| [26] \| \| Regalia de la Reina \| \| \| \| Vara de marfil \| El Earl de Haddington \| [26] \| \| Cetro de la Cruz \| El Duque de Rutland \| [26] \| \| Corona de la Reina \| El Duque de Portland \| [26] \| |                               |        |
| Regalia | Portador                      | Ref.   |
| Regalia del Rey |                               |        |
| Bastón de San Eduardo | El Vizconde Halifax           | [ 26 ] |
| Cetro de la Cruz | El Duque de Somerset          | [ 26 ] |
| Espuelas doradas | Lord Hastings y Lord Churston | [ 26 ] |
| Espada de la Justicia Temporal | El Vizconde Trenchard         | [ 26 ] |
| Espada de la Justicia Espiritual | Lord Milne                    | [ 26 ] |
| Espada de la Misericordia | El Earl de Cork y Orrery      | [ 26 ] |
| Espada del Estado | El Marqués de Zetland         | [ 26 ] |
| Cetro de la Paloma | El Duque de Richmond y Gordon | [ 26 ] |
| Orbe del Soberano | El Duque de Sutherland        | [ 26 ] |
| Corona de San Eduardo | El Marqués de Salisbury       | [ 26 ] |
| Patena | El Obispo de Norwich          | [ 26 ] |
| Cáliz | El Obispo de Winchester       | [ 26 ] |
| Biblia | El Obispo de Norwich          | [ 26 ] |
| Regalia de la Reina |                               |        |
| Vara de marfil | El Earl de Haddington         | [ 26 ] |
| Cetro de la Cruz | El Duque de Rutland           | [ 26 ] |
| Corona de la Reina | El Duque de Portland          | [ 26 ] |

### Entrada de la familia real
Liderados por dos oficiales de armas (los Persevantes de la Cruz Roja y del Dragón Rojo) y dos caballeros acomodadores (el Contraalmirante Arthur Bromley y el Teniente Coronel Henry De Satgé), los miembros principales de la Familia Real llegaron a las 10:15 a la abadía. La Princesa Real María flanqueada por las princesas Isabel y Margarita, seguidas de las Duquesas de Glocester y de Kent y luego, en parejas, el Príncipe Arturo de Connaught y su esposa Alejandra, la Princesa Alicia de Albany y lady Patricia Ramsey, la Princesa María Luisa de Schleswig-Holstein y la Princesa Elena Victoria de Schleswig-Holstein, cada uno con un acompañante o portador, según correspondiese.
Veinte minutos más tarde, llegaron la Reina de Noruega Maud y la reina madre María, siendo recibidas por el conde mariscal. Su entrada y procesión fue diferentes, ya que era liderada por los Heraldos de York y Windsor, seguidos por G.A. Ponsonby (contralor de la Casa de la Reina Maud) y luego por la monarca noruega, junto con la señorita Von Hanno y seguidos por los Heraldos de Richmond y Chester. Luego, continuaba el lord chambelán de la Reina María (el marqués de Anglesey) que la condujo a ella junto con cuatro pares y una marquesa, dos damas de su aposentos, su secretario privado, el contralor y tres escuderos.

### Entrada del Rey y la Reina
Una guardia de honor se formó en el vestíbulo, mientras el Rey y la Reina llegaron a la abadía a las 11:00. En su entrada, fueron recibidos por los Grandes Oficiales de Estado, los Arzobispos y los pares con las insignias reales. Dirigidos por el Capellán del rey y el Capítulo de Westminster, junto con representantes de las Iglesias Libres y de la Iglesia de Escocia, a la que les siguieron los mencionados oficiales, los Primeros Ministros del Reino Unido y de cada dominio de la Mancomunidad, y los funcionarios más antiguos y de mayor rango en la Casa Real, seguidos por los doce miembros de los Yeoman of the Guard y seis de sus oficiales. El Rey y la Reina caminaron rodeados por sus insignias, llevados por los pares designados.
El rey Jorge usaba el Manto del Estado, que debía ser llevado por nueve pares, pasó junto al coro, donde se sentaron los representantes y delegados extranjeros, antes de pasar al centro, donde todo el cortejo se paró o sentó según se tenía designado, y los reyes tomaron sus asientos en las Sillas de Estado frente al trono real. Mientras llegaban, el coro cantaba I was glad con las aclamaciones tradicionales de ¡Vivat Rex Georgius! por parte de los King's Scholars de la Westminster School.

## Ceremonia
La ceremonia en sí comenzó una vez que todos los participantes llegaron a la abadía y el Rey y la Reina tomaron asiento. A diferencia de las coronaciones anteriores, se hicieron esfuerzos para acortar la larga ceremonia: la letanía se cantó durante la procesión de la regalia antes del inicio del servicio religioso, y el sermón se omitió por completo. Aun así, la ceremonia se extendió por dos horas y media,  excluyendo las procesiones preliminar y posterior.

### Reconocimiento, juramento y unción del Rey
La primera parte del servicio fue el reconocimiento, donde el Arzobispo de Canterbury, Cosmo Lang, llamó a los presentes a proclamar su reconocimiento del soberano como su legítimo rey. Este fue conducido por Gerald Wollaston, rey de armas de la Jarretera, a la Silla de San Eduardo junto al Arzobispo, que como dicta la tradición, preguntó: "Señores, les presento al Rey Jorge, su rey indiscutido. Por tanto, todos los que han venido este día a prestarle vasallaje y servicio ¿están dispuestos a hacerlo?" Ante ello, la gente respondió en voz alta: "¡Dios salve al Rey Jorge!" El rey se sentó en la silla inicial y las insignias de poder, excepto las espadas, se colocaron sobre el altar. El rey se arrodilló ante el altar y juró ante la Biblia su juramento de coronación, una copia de la cual firmó más tarde.
A continuación, Lang comenzó con el servicio, mientras el Obispo de Londres leyó la Epístola y el Arzobispo de York el Evangelio. Luego de ello, el rey y la reina se arrodillaron mientras el coro cantaba Veni Creator. Esto marcó el comienzo de la unción del monarca, cuando Lang marcó la cabeza de este con aceite para simbolizar la introducción del Espíritu Santo, mientras se coreaba Zadok the Priest de Georg Friedrich Händel y el Arzobispo oró, antes que el rey quedara solo con una camisa blanca y se sentara en la Silla de San Eduardo, con un dosel soportado por cuatro caballeros de la Orden de la Jarretera, de manera de esconderlo de la vista externa. Luego el Arzobispo lo ungió con aceite de las ampollas, derramado sobre la llamada Cuchara de la Unción.

### Coronación del rey

Momento exacto de la coronación.

En preparación para su coronación, el rey, que aun se encontraba en la Silla de San Eduardo, fue investido con las dos túnicas de coronación, la Colobium Sindonis y la Supertunica, ambas por el Deán de Westminster. Luego, él fue investido con las insignias, cada una de las cuales simbolizaba su poder real. El lord gran chambelán colocó las espuelas en los talones al rey, la Espada del Estado fue depositada en la Capilla de San Eduardo y la Espada Enjoyada del Ofrecimiento fue pasada al rey por los arzobispos y obispos con la frase: Con esta espada, haz justicia, para que Jorge luego tomara la espada y la situara sobre el altar. Nuevamente sentado, el lord gran chambelán le abrochó las armillae, el Deán invistió al rey con la capa real, el arzobispo le pasó el Orbe, puso el anillo en su cuarto dedo y le entregó los dos cetros, el de la cruz (para el poder real) y el de paloma (para misericordia y equidad). El conde de Lincoln, como suplente del Lord del Señorío de Worksop, le entregó un guante al rey.
Luego de ello, el rey fue coronado con la corona de San Eduardo por el arzobispo de Canterbury, y los asistentes en la abadía proclamaron en voz alta: Dios salve al rey", mientras que los pares y nobles se colocaban sus coronas (único momento en que esto sucede) y las salvas en los Parques Reales fueron disparadas para marcar el momento de la coronación. La ceremonia se realizó sin mayores contratiempos, exceptuando los momentos en que el arzobispo casi colocó la corona de forma incorrecta, un obispo se tropezó en el sitial del rey y otro ocultó con su pulgar, de forma no intencionada, las palabras del juramento mientras el rey lo estaba leyendo.

### Entronización y homenaje al rey

Jorge VI recibiendo el homenaje de los pares del Reino.
Ilustración de Henry Charles Brewer para The Illustrated London News Coronation Record Number, 1937.

En el texto del servicio religioso, esta ceremonia era descrita usando el término arcaido de "inthronization", en vez del moderno "enthronement". El arzobispo de Canterbury presentó la Biblia al rey, y este se la devolvió, pasándosela al Deán, quien la colocó en el altar. El rey entregó el guante al Lord gran chambelán y el Cetro con la Cruz al conde de Lincoln. Fue seguido por la bendición,, y el rey se dirigió a otro trono, acompañado por los Obispos de Bath y Gales y el de Durham, los Grandes Oficiales del Estado, y los señores que habían portado las espadas y las insignias. El Arzobispo se arrodilló y rindió homenaje al rey, el arzobispo de York lo hizo a continuación, seguido por cada uno de los obispos, los Duques de la Sangre Real y los señores temporales (duques, marqueses, condes, vizcondes, barones).  Mientras tanto, seis himnos fueron coreados durante el homenaje:  O come ye servants of the Lord, Hear my prayer, O Lord, O clap your hands together, all ye people, All the ends of the world shall remember themselves, O praise God in His holiness y Thou wilt keep him in perfect peace.

### Coronación de la reina

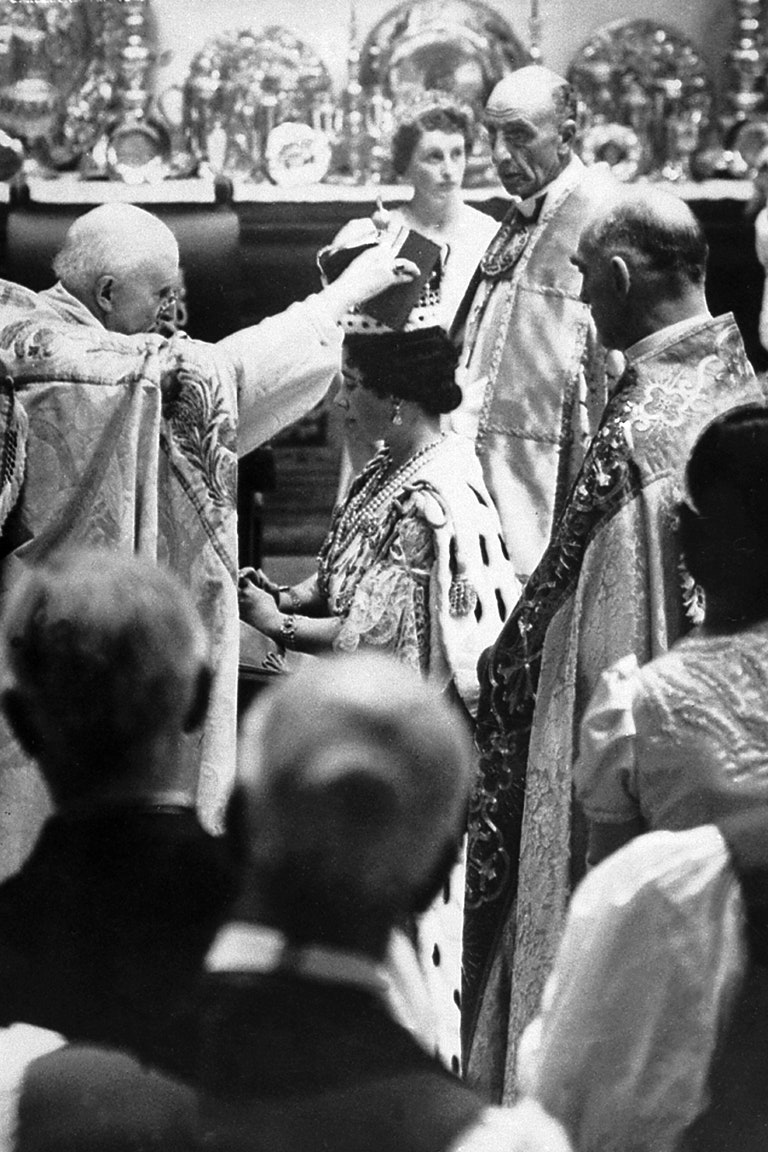
Fotografía de la coronación de la reina Isabel.

La reina fue coronada y ungida en una ceremonia mucho más pequeña y simple, apenas terminado el homenaje al rey. La reina se arrodilló en oración frente al altar, luego se sentó en el faldistorio colocado allí, y se arrodilló bajo un dosel que estaba en manos de las duquesas de Norfolk, Rutland, Buccleuch y Roxburghe. El arzobispo la ungió, colocó en cuarto dedo de su mano derecha el anillo real, y luego la coronó, momento en el cual las princesas y nobles se colocaron sus coronas. Luego le entregaron su Cetro con la Cruz y la Vara de Marfil con la Paloma, antes de caminar hacia su propio trono junto al rey, donde se sentó.

### Fin del servicio
En el ofertorio, el rey y la reina ofrecieron sus insignias en el altar, luego recibieron la Comunión de manos del Arzobispo y les pasaron sus coronas antes de regresar a sus tronos, donde también les devolvieron sus cetros. El Te Deum fue cantado por el coro, y siguió un receso, durante el cual el rey y la reina ingresaron a la Capilla de San Eduardo. Allí, el rey entregó el Cetro de la Paloma al Arzobispo, quien lo colocó en el altar. Los portadores del Orbe, las espuelas y el Bastón de San Eduardo se los entregaron al Deán de Westminster, quien los colocó en el altar de la capilla. El Lord gran chambelán le quitó su manto real al rey y le puso el manto de terciopelo púrpura. El rey, ahora usando la Corona del Estado Imperial, recibió el Orbe de manos del Arzobispo.
Mientras el rey y la reina seguían en la capilla, los Oficiales de Armas prepararon el inicio de la procesión fuera de la abadía, de forma similar a la realizada previo a la ceremonia. El rey y la reina se unieron a la procesión, con el rey llevando el Cetro de la Cruz en su mano derecha y el Orbe en su izquierda; mientras la reina llevaba su Cetro de la Cruz en su mano derecha y la Vara de Marfil con la Paloma en su izquierda. Se dirigieron a la Gran Puerta del Oeste de la abadía mientras se cantaba el himno nacional God save the King.

### Procesión al Palacio de Buckingham
Al igual que las coronaciones de 1902 y 1911, la coronación fue seguida por una procesión a través de las calles de Londres desde la Abadía de Westminster hasta la residencia real, permitiendo al público ver nuevamente al rey y la reina. En 1937, la ruta de regreso se extendió significativamente, pasando por Parliament Square, Victoria Embankment (donde 40.000 escolares los esperaban), y luego a lo largo de Northumberland Avenue, Trafalgar Square, Cockspur Street hasta Pall Mall; desde allí, la procesión siguió por St. James' Street, Piccadilly, luego por Regent Street, y al oeste por Oxford Street, antes de pasar por Marble Arch y luego por East Carriage Road, junto a Hyde Park; y desde allí, por Hyde Park Corner y luego a través del Arco de Wellington, hasta Constitution Hill y luego de regreso al Palacio de Buckingham.

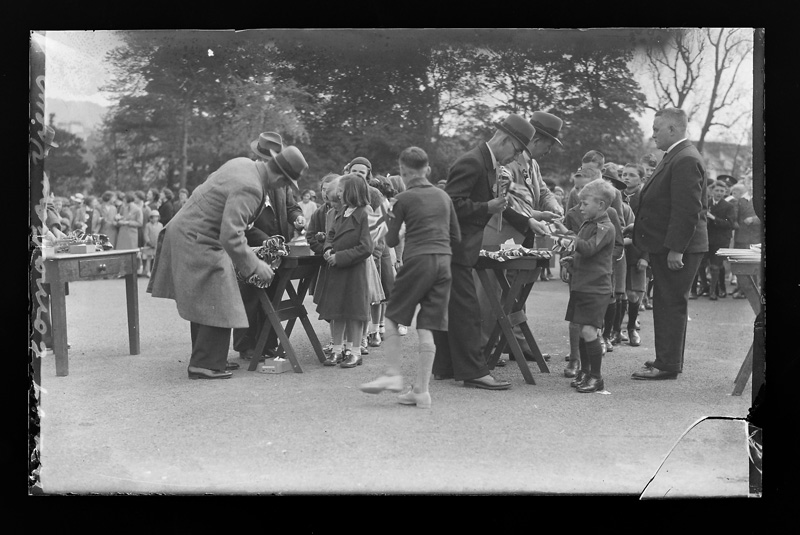
Niños reciben banderas para saludar a la procesión real.
Fotografía, 12 de mayo de 1937.

La procesión incluyó una gran cantidad de personal militar proveniente de todo el Imperio. Hubo destacamentos representativos de todos las ramas de las Fuerzas Armadas británicas y las fuerzas de reserva, el Ejército Indio Británico y la Marina Real India, contingentes de los dominios británicos y un contingente que representó a las fuerzas de defensa del Imperio colonial. También participaron contingentes representando a la India, Canadá, Australia, Nueva Zelanda, Birmania, Terranova y Sudáfrica, y las colonias de Rodesia del Sur, Kenia, Uganda, Tanganika, Nyasalandia, Gambia, el Costo de Oro, Sierra Leona, Somalilandia, Adén, Transjordania, Malta, las Antillas, Guyana Británica, Honduras, Ceilán, las Malvinas y Hong Kong. En total, 32.500 oficiales y soldados marcharon o bordearon la ruta.
La ruta de la procesión fue la más larga registrada, de 10 km.  Antes y después del evento, las tropas británicas y de la Mancomunidad se alojaron en campamentos temporales en Kensington Gardens, Regent's Park, Primrose Hill, Olympia y Hampton Court; mientras que las tropas de las colonias fueron alojadas en varios cuarteles de Londres.

### Música
El director musical de la ceremonia fue Ernest Bullock, organista y Maestro del Coro de la Abadía de Westminster, con el apoyo de Henry Walford Davies, Maestro de la Música del Rey. El coro de la abadía fue complementado por coros de la Capilla Real, de la Catedral de San Pablo, la Capilla de San Jorge y la Iglesia del Temple. Una orquesta compuesta por músicos de las principales orquestas de Londres fue dirigida por Adrian Boult.
La tradición exigía la inclusión de Zadok the Priest de Georg Friedrich Händel (1727) y de I was glad de Hubert Parry (1902). Para la coronación fueron escritas nuevas obras, incluyéndose Confortare (Be strong and play the Man) de Walford Davies y Festival Te Deum in F Major de Ralph Vaughan Williams. Sin embargo, la obra más conocida realizada fue la marcha orquestal Crown Imperial de William Walton. La intención de Bullock y Davies era que el programa incluyera tanto música de la época Tudor como de la más actual, por lo que las nuevas piezas fueron compuestas por Arnold Bax, Arthur Bliss y Granville Bantock, así como por Walton y Williams. Crown Imperial (Walton) fue tocado mientras el rey y la reina caminaban por la nave de la abadía; y Homage March de Sigurd Jorsalfar (Edvard Grieg) y Coronation March (Edward German) durante el ingreso de los príncipes, princesas y las Reinas Maud y María.  Las otras obras corales incluían el Veni Creator, Creed y Sanctus de William Byrd, O Come ye Servants of the Lord de Christopher Tye, Hear My Prayer de Henry Purcell, Thou Wilt Keep Him in Perfect Peace de Samuel Sebastian Wesley, O Praise God de George Dyson, Let My Prayer Come Up into Thy Presence de Sir Edward Bairstow y Offertorium de Sir William Henry Harris.

### Evaluación del evento
A pesar de los contratiempos, la coronación se desarrolló sin problemas. En el tiempo, ha quedado un tanto eclipsada por la ceremonia de coronación de 1953, tal como afirmó posteriormente Jocelyn Perkins, sacristana de la Abadía de Westminster, que señalaba que a la ceremonia de Isabel II como las más impresionante entre la de 1911, 1937 y 1953. Sin embargo, algunos de los presentes, incluyéndose el rey, comentaron en privado sobre la espiritualidad de la ceremonia; y que, a pesar de ser "excesivamente larga", y recordar el peso de la corona y los mantos reales, la reina afirmó haber estado maravillada y con un gran sentimiento de ofrecimiento. El rey le escribió a Lang posteriormente, dándole las gracias por su apoyo y, aunque dijo que era una "prueba", también le mencionó el sentimiento de haber estado siempre apoyado por alguien más durante toda la ceremonia, tal como el arzobispo le dijo que haría.

### Cobertura de los medios

#### Radio
La ceremonia de coronación, en sí, no fue televisada, pero fue la primera en ser transmitida por radio. Para ello, se colocaron 28 micrófonos alrededor de la abadía para capturar la música y los diálogos de los participantes. Aunque no hubo comentarios de locutores, el reverendo Frederic Iremonger, Director de Religión en la BBC y Capellán Honorario del Rey, leyó las rúbricas o instrucciones escritas del libro del servicio  religioso desde un asiento elevado en el triforio sobre la Capilla de San Eduardo. Durante las partes más sagradas del servicio, la consagración y la Sagrada Comunión, los micrófonos se apagaron y los oyentes escucharon himnos cantados por el coro de la Iglesia de Santa Margarita.  Como tal, la coronación sirvió para proyectar la idea de Imperio a los ciudadanos de este, y como tal, durante el siglo XX, surgió una mayor conciencia de las cualidades propagandísticas del evento.
La BBC y la CBC transmitieron conjuntamente la proclamación de Jorge VI. En el período previo a la coronación, la BBC organizó charlas de los ministros para que se emitieran en el programa Responsibilities of Empire, además de emitir The Empire's Homage con mensajes de oficiales coloniales y ciudadanos del Imperio. El Servicio Imperial de la BBC transmitió todo el servicio, con una duración de dos horas y media.

#### Televisión
La procesión fue transmitida por el Servicio de Televisión de la BBC, que se encontraba en funcionamiento desde noviembre del año anterior. Varias toneladas de cables de televisión, que medían en total 13 km., se colocaron en el centro de Londres, para que las imágenes de tres cámaras de televisión Emitron pudieran enviarse al centro de transmisión en Alexandra Palace. Los comentarios fueron realizados por Frederick Grisewood, que estaba con las cámaras en Hyde Park Corner. La cobertura de la procesión se considera como la primera emisión al extranjero de la BBC. Al revisar la transmisión, The Daily Telegraph comentó: "A caballo y a pie, la procesión de la Coronación entró ayer a los hogares ingleses", mientras que el Daily Mail afirmó: "Cuando aparecieron el Rey y la Reina, la imagen fue tan viva que uno sintió que esta televisión mágica va a ser uno de los mayores inventos modernos".

#### Noticiarios cinematográficos
La coronación de Jorge VI fue la primera en filmarse, el equipo de 40 cámaras dentro de la Abadía debían vestirse de etiqueta. Más tarde se mostró en forma editada como un noticiero en cines de todo el Imperio Británico. El servicio religioso se emitió más tarde a partir de estas grabaciones, con las autoridades censurando solo un pequeño fragmento: un clip de la Reina María secándose una lágrima de su ojo.

## Honores y conmemoraciones oficiales

### Programa de celebraciones y eventos reales
Además de la ceremonia de coronación, un programa de 23 días de eventos oficiales abarcó la mayor parte del mes de mayo de 1937. La coronación de 1902 fue la primera en vez implementado un programa de actividades, pero la del Jorge VI fue prácticamente el doble de eventos y, basándose en el desarrollo de la de 1911, se planteó como un gran espectáculo público. Sir Roy Strong argumentó que las festividades fueron diseñadas para "recuperar la confianza de la nación" luego de la crisis de abdicación. La primera semana se basó en recepciones para visitantes y delegados extranjeros, mientras que el 10 de mayo se realizó un banquete real. Los días siguientes incluyeron un paseo real por el norte de Londres, el 16 de mayo un almuerzo en Guildhall con los dignatarios londinienses y una reunión con el Servicio Imperial de la Juventud en Westminster. El 20 y 21 de mayo, el rey y la reina inspeccionaron flotas y visitaron buques insignia, mientras que, el 22 de mayo, la reina visitó Hyde Park para visitar la organización St John Ambulance y luego viajó por otra área del norte de Londres.

### Honores, medallas, monedas y estampillas
Para la ocasión, el rey creó trece títulos nobiliarios y siete barones, además de nombramientos en el Consejo Privado y en las órdenes de la Jarretera, Cardo, Baño, Mérito, Estrella de la India, San Miguel y San Jorge y la Real Orden Victoriana. Además, se lanzó la tradicional medalla oficial para conmemorar la ocasión, que a diferencia de las realizadas en las de su padre y abuelo, solo fue de un tipo. La medalla fue regalada a 90.279 personas de todo el imperio.
La Real Casa de Moneda emitió dos juegos de monedas especiales durante el año 1937. Se acuñaron 5.501 soberanos de oro y medio-soberanos, 400.000 coronas y 26 000 en grado de prueba. La Oficina de Correos había planeado emitir sellos conmemorativos especial por la coronación para de Eduardo VIII, pero tras su abdicación, no estaban seguro si alcanzarían a emitir un nuevo diseño a tiempo, por lo que invitaron a Eric Gill y Edmund Dulac a crear nuevos diseños, de los cuales, los de Dulac, fueron seleccionados e impresos en marrón con violeta al día siguiente de la coronación.

### Otras celebraciones

#### Inglaterra
Las calles a lo largo de la ruta de la procesión estaban llenas de gente, y las mujeres, según la prensa, superaron a los hombres en número de dos a uno. En total, se desplegaron 20.000 agentes de policía para alinear la ruta y mantener a la multitud en calma y, aparte de una multitud mayor en Trafalgar Square, que la policía debió dispersar, pocos problemas surgieron en Londres. Tanto allí, como en el resto de Gran Bretaña, la coronación se convirtió en una ocasión social, con fiestas en la calle, en las que los habitantes y las comunidades cerraron carreteras, decoraron sus calles con banderines y banderas, y celebraron con un almuerzo de celebración; además de las actuaciones de los Pearly Kings y Queens, una costumbre tradicional de la cultura de la clase trabajadora londinesa, que uniéndose a las festividades, se burlaba teatralmente de la familia real.

#### Imperio
Los Archivos Nacionales han publicado fotografías de las celebraciones por la coronación en todo el Imperio Británico, se celebraron varias conmemoraciones. Esto incluyó desfiles militares, eventos de atletismo y servicios religiosos.

### Recuerdos y suvenires
La coronación fue capitalizada por los fabricantes como un medio para vender material conmemorativo. Grabaciones del servicio religioso se pusieron en venta, mientras que cristalería y la cerámica también se fabricaron para conmemorar el evento. En Canadá, por ejemplo, se imprimieron al menos cinco libros de cocina para conmemorar la coronación.

### Revisión de la flota
El evento final fue la revisión de la flota, realizada el 20 de mayo en Spithead, cerca de la costa de Portsmouth. Fue la más grande reunión de barcos de guerra desde la revisión realizada para la coronación de 1911 y, según el historiador militar Hedley Paul Willmott, "el último desfile de la Marina Real como la más grande y más prestigiosa armada".